# Bactriola falsa
Bactriola falsa là một loài bọ cánh cứng trong họ Cerambycidae.